# FT Döbern
Die FT Döbern (voller Name Freie Turnerschaft Döbern) war ein Arbeitersportverein aus der Stadt Döbern im Landkreis Spree-Neiße in Brandenburg. Die Fußballmannschaft des Vereins nahm in der Weimarer Republik am Spielbetrieb und an den Meisterschaftsrunden des ATSB teil.

## Geschichte
Der Verein wurde 1912 in Döbern gegründet. Er gehörte zum ATSB-Regionalverband 2. Märkische Spielvereinigung und spielte im 16. ATSB-Kreis, der die Niederlausitz und die Neumark abdeckte.
In der Spielzeit 1928/29 wurde die FT Döbern Meister des 16. ATSB-Kreises. Im Halbfinale der ostdeutschen Verbandsmeisterschaft schlug der Verein den ostpreußischen Vertreter Vorwärts Königsberg mit 3:1 und im ostdeutschen Finale in Berlin die TS Luckenwalde mit 4:2. Hierdurch qualifizierte sich die FT Döbern für die reichsweite ATSB-Endrunde, in deren Halbfinale der VfL Leipzig-Südost mit 3:1 geschlagen wurde. Im Endspiel um die ATSB-Bundesmeisterschaft am 25. Mai 1929 im Hamburger Stadion Hoheluft unterlag die FT Döbern dem SC Lorbeer 06 Hamburg mit 4:5.
In der folgenden Spielzeit 1929/30 erreichte die FT Döbern den zweiten Platz im 16. ATSB-Kreis.
Nach der Machtergreifung der Nationalsozialisten wurde der Verein 1933 verboten und aufgelöst, die Spieler schlossen sich daraufhin der SSVg Döbern an.